# مريين
مَرَيَيْنُ (تثنية مرًى)، هما فرعان كبيران لوادي الفريش، يقال لكل منهم مرا، احدهم من ناحية الشرق ويوازي جبل القنور، والاخر من جهة الغرب موازيا لجبل الفند.

## ما ذكره المؤرخون
البلادی الحربی
وردت في النّصّ المقدّم في تربان، وهما - في الأصل - رافدان من روافد وادي الفريش، يقال لكلّ منهما: «مرًّا» . قال ابن مقبلٍ اللّيثيّ:
ثمّ أطلق الاسم على سهلٍ واسعٍ كان زراعيًّا، يكثر ذكره في كتب المتقدّمين، يجتمع فيه واديا الفريش وغميس الحمام. ونظرًا لأنّه من الأماكن المهمّة حول المدينة أفردت له فصلًا مطوّلًا، ومخطّطًا توضيحيًّا في كلٍّ من «معجم معالم الحجاز» و «على طريق الهجرة». تبعد «مريين» عن المدينة قرابة «45» كيلًا جنوبًا على يمين الطّريق إلى مكّة، بسفح جبل «عبّودٍ» الغربيّ، ويشرف عليها من الشّمال جبل «صفّرٍ» والحديث عنها بأوفى من هذا وأكثر تفصيلًا في كتابي «على طريق الهجرة» .